# Bermuda i olympiska vinterspelen 1992
Bermuda deltog med en deltagare vid de olympiska vinterspelen 1992 i Albertville. Landets deltagare erövrade ingen medalj.

## Rodel
- Simon Payne